# Ждём новый фильм Терренса и Филлипа
Ждём новый фильм Терренса и Филлипа (англ. The New Terrance & Phillip Movie Trailer) — эпизод 604 (№ 83) сериала «Южный парк», его премьера состоялась 3 апреля 2002 года.

## Сюжет
Друзья ожидают анонс нового фильма Терренса и Филлипа. Его должны показать во время одной из реклам между Шоу Рассела Кроу «Кругосветное мочилово с Расселом Кроу». Пытаясь подправить «блеклые» цвета, Картман ломает телевизор, и ребятам приходится искать новый. Мальчики бегут к дому Кайла, однако младший брат Айк уже смотрит телепередачу про Палестину и с помощью отца настаивает на своем праве продолжить просмотр этой передачи, которая, как позже выясняется, ему непонятна. Затем они бегут к дому Шефа, который недавно купил новый плазменный телевизор, но Шеф, хвастаясь новыми функциями (толком в них не разобравшись), случайно включает Режим Уничтожения Человечества, и телевизор уходит в неизвестном направлении. После этого мальчики пытаются посмотреть рекламу в баре, доме престарелых, в доме Картмана, где морят клопов, у Стэна на чёрно-белом телевизоре, у бомжей и, наконец, у Баттерса (выясняется, что с самого начала можно было пойти к Баттерсу, поэтому звучит фраза: «Пацаны, побежали смотреть телек, а Баттерса потом удавим!»). В итоге они увидели короткий ролик, в котором из нового фильма было показано лишь несколько кадров, но ребята безмерно счастливы и идут смотреть запись анонса у Клайда.

## Факты
- Шоу Рассела Кроу идёт на канале HBC (пародия на американские телеканалы HBO и ABC).
- Фильм, который парни хотят смотреть, запрещён для просмотра лицам младше 17-ти.
- В сцене, где Рассел Кроу избивает парня на Красной площади в Москве, на заднем плане виден флаг-триколор с цветами флага РФ, однако цвета на этом флаге расположены в ином порядке, как на флаге Сербии и Черногории.
- Это единственный эпизод в Южном парке, который происходит в режиме реального времени, то есть вымышленные события в нем занимают столько же времени, сколько длится эпизод. Даже начало и окончание рекламных пауз в рамках вселенной эпизода совпадает с фактическими рекламными перерывами в реальной жизни.
- В сцене, когда дети пришли к дому Стена во второй раз, открылись двери и хлынули кровавые реки, как в фильме "Сияние" Стенли Кубрика.